# 山田千里
山田 千里（やまだ ちさと、1931年10月10日 - 2004年4月12日）は、青森県西津軽郡鰺ヶ沢町出身の津軽三味線奏者、実業家。妻は民謡歌手の福士りつ。山田流津軽三味線家元、「ライブハウス山唄」創業者、「津軽三味線全国大会」（弘前市）創始者。津軽三味線全国協議会会長、青森県芸能文化研究会会長などを務め、1999年に県褒賞、2002年に地域文化功労者文部科学大臣表彰を受けた。

## 人物・来歴
幼少時から独学で三味線の腕を磨き、「鰺ヶ沢の山の中に、三味線と金勘定だけは誰にも負けない少年がいる」との噂が立つほど、その演奏技術と商才には評判が高かったという。1947年、尊敬していた福士政勝に誘われる形で一座に加わり、各地を巡業。二年後の1949年には「津軽民謡団」を組織し、早くも独立を果たした。1964年には弘前市内に「ライブハウス山唄」を創業し、民謡歌手福士りつと結婚した。以後、全国各地から多くの内弟子を取り、「ライブハウス山唄」を中心に後進の育成に努めた。
地元での演奏活動や録音活動はもちろん、1976年のハンガリー公演を皮切りに海外での演奏にも力を入れ、1982年にはニューヨークでジャズ・ドラマーのエルヴィン・ジョーンズと共演している。また同年、初めての津軽三味線競技大会として第1回「津軽三味線全国大会」を弘前市にて開催。1988年、夫婦で津軽三味線と津軽民謡の隆盛に貢献した功績により、青森県西津軽郡鰺ヶ沢町田中町の「はまなす公園」に「山田千里・福士りつ顕彰碑」が建立された。1990年には福士りつと共に紅白歌合戦出場。
性格は生粋の津軽衆で、非常にシャイであったと言われる。和菓子等の甘いものが大好物。また、若い頃はフランス製のシャツしか着なかったという噂もあるほどのオシャレであったらしい。
晩年は糖尿病からくる合併症で入退院を繰り返した。2004年4月12日午前零時頃、うっ血性心不全のため自宅で死去。享年72。

## ライブハウス山唄
「ライブハウス山唄」は、青森県弘前市に所在していた民謡酒場。
山田千里が1964年に創業。当初はお座敷でお酌が付く高級店だったが、改装して大衆的な民謡居酒屋となり、人気店となった。約100名の客席と舞台があり、内弟子たちが店内で働くかたわら、津軽三味線の演奏を務めている。本格的津軽三味線が聴ける居酒屋にしては比較的安価で、店で出す郷土料理の評判も高く、立地的にも好条件なため、さくら祭りやねぷた祭りの時期には長蛇の列ができるほどの名所になっていた。店名は民謡「津軽山唄」につなんでつけられた。
後継者不足の為、2016年4月に閉店する。

## 津軽三味線全国大会
山田は「津軽三味線全国大会」として、弘前市において津軽三味線の競技コンクールを初めて開催した。この大会は、現在全国各地にて行われている津軽三味線コンクールのさきがけとなり、現在も多くの演奏家を輩出している。しかし、上位入賞者が山田の門下生で占められたり、審査員やその採点内容などが一切公表されないこともあったが、現在はその運営を別団体に引き継ぎ、当初の傾向は影を潜めた。

## 山田千里が育てた主な弟子達
津軽三味線全国大会優勝者他、現在各地方面においてプロの演奏家としてさまざまな舞台で活躍している。
テクニック重視の現在の奏法とは異なり、山田流独特の強い叩き撥と唸り(うなり)を売りとした演奏である。
山田千里の、本場津軽の土臭い素朴な音色を受け継ぐ者達である。
佐藤通弘（82、83年優勝）、長峰健一（84年優勝）、岡田修（85年優勝）、渋谷和生（90,92,93.94年優勝）、踊正太郎（97.98.99年優勝）、成田里織（98,99年A級女性部門優勝）・中村春子（01.02年A級女性部門優勝）、笹川皇人（2003年優勝）、村冨満世（2003年A級女性部門優勝）。